# Diego de Ávila Coello Pedrosa
Don Diego de Ávila Coello Pedrosa (España, ¿? - Chile, 1672), gobernador interino de Chile.

## Biografía
Marqués de Navamorquende, ocupó cargos civiles en España y en 1666 llegó al Perú. En enero de 1668 el virrey lo nombró interinamente gobernador de Chile, cargo que asumió en marzo de ese mismo año. Apresó al destituido gobernador Francisco Meneses, al que se le hizo un juicio de residencia. Nombró maestre de campo a Ignacio de la Carrera Iturgoyen y, confiando en el criterio militar de éste, desmanteló los fuertes de Boroa e Imperial. En agricultura tomó medidas con respecto a las viñas, y también se ocupó de asuntos laborales. Su gobierno concluyó en 1670, al ser nombrado el titular. De inmediato volvió al Perú para luego retornar a Chile.